# Le Loup-garou du campus
Le Loup-garou du campus (Big Wolf on Campus) est une série télévisée canadienne en 65 épisodes de 22 minutes, créée par Christopher Briggs et Peter A. Knight, diffusée entre le 2 avril 1999 et le 27 avril 2002 sur YTV et Vrak.tv au Canada et sur Fox Family aux États-Unis.
En France, la série a été diffusée à partir du 18 décembre 1999 sur France 2 et rediffusée sur Gulli, au Québec à partir du 2 janvier 2001 sur VRAK.TV et en Belgique sur Club RTL en août 2013.

## Synopsis
Dans les bois de Pleasantville, Missouri, au cours d'une virée nocturne entre sportifs la veille de la rentrée, Tommy Dawkins, le joueur de football américain le plus populaire de son école, se fait mordre par un loup : cette morsure le transforme en loup-garou. Le seul au courant de sa particularité est son nouvel ami Merton Dingle, un condisciple déjanté, gothique et impopulaire, mais aussi intelligent que cultivé en surnaturel et horrifique.
Ensemble, ils vont affronter les diverses créatures maléfiques qui apparaissent et sèment le trouble à Pleasantville : vampires, démons et autres forces de l'ombre.
Pendant la première saison, Tommy essaie de sortir avec Stacey Hanson, qui n'est pas au courant de son secret. À partir de la deuxième saison, le personnage féminin principal de la série devient Lori Baxter, une transfuge d'un autre lycée et experte en arts martiaux, qui découvre le secret de Tommy et l'accompagne avec Merton dans leur lutte contre le mal.

## Distribution

### Acteurs principaux
- Brandon Quinn (VF : Emmanuel Garijo) : Tommy Dawkins
- Danny Smith (VF : Charles Pestel) : Merton Dingle
- Aimée Castle (VF : Marjolaine Poulain) : Lori Baxter (saisons 2 et 3)
- Rachelle Lefèvre (VF : Sauvane Delanoë) : Stacey Hanson (saison 1)

### Acteurs secondaires
- Natalie Vansier (de) (VF : Chantal Macé) : Becky Dingle
- Jack Mosshammer (VF : Constantin Pappas) : Dean Dawkins
- Alan Fawcett (VF : Pierre Dourlens) : Bob Dawkins (saison 1)
- Jane Wheeler (VF : Dominique Westberg) : Sally Dawkins (saison 1)
- Domenic DiRosa (VF : Stéphane Ronchewski) : Tim Eckert
- Rob de Leeuw (arz) (VF : Jean-François Pagès) : Travis Eckert (saisons 1 et 2)
- Richard Jutras : Hugo Bostwick (saison 1)

 Source et légende : version française (VF) sur RS Doublage

## Personnages

### Principaux

#### Thomas «Tommy» P. Dawkins
Le capitaine de football et élève le plus populaire de son école, qui devient un loup-garou (plus précisément, de type « alpha » dans son cas).
Son alter ego lycanthrope est poursuivi tout au long de la série par la population de Pleasantville, qui croit à tort que c'est un être maléfique. Tommy se bat au contraire contre des êtres maléfiques pour faire régner la paix à Pleasantville, bien qu'il ne souhaite pas demeurer un loup-garou et le vive difficilement au début.
En tant que capitaine de son équipe, garçon le plus populaire du bahut et minet, il a facilement du succès avec les filles, qui demeurent dans sa vie ordinaire l'un de ses intérêts principaux : en tant que sportif, il reste avant toute autre activité, un passionné de son sport. À dater de sa transformation, il développe une forte affinité avec les animaux, en particulier les Canidés, qu'ils soient ordinaires ou surnaturels (ne voyant aucun problème à adopter temporairement un Cerbère cracheur de feu et potentiellement dangereux, et s'y attacher comme un compagnon).
Étant un fonceur très courageux face au danger, mais très mauvais pour concevoir des plans ou trouver des solutions aux problèmes, il se contente généralement d'être les muscles et le combattant du duo : il fait donc la paire avec Merton, qui au contraire de lui est cultivé et intelligent, mais aussi faible et en manque de courage face au danger. Lors d'un épisode (qui parodie explicitement l'histoire de Terminator), un cyborg à son effigie venu du futur pour le protéger d'un autre (à l'effigie de Merton), leur apprend qu'à l'époque vraisemblablement apocalyptique d'où il vient (en 2029), Tommy Dawkins est devenu un symbole de courage et de résistance pour les humains qui ont envoyé le robot.
Il accompagne ponctuellement les épisodes de ses impressions et conclut leurs intrigues au travers d'une narration en voix hors champ.

#### Merton J. Dingle
L'opposé de Tommy qui est son voisin de casier de longue date puis meilleur ami, Merton J Dingle est un nerd gothique qui se veut expert en tout ce qui touche à l'horrifique et au surnaturel. Il a investi la cave de ses parents pour en faire son « antre ».
Bien qu'il ait fondé un club scolaire de « guilde gothique fantasque » (Gothic Fantasy Guild en version anglaise), il n'avait pas d'amis jusqu'à ce qu'il découvre avec enthousiasme le secret de Tommy, et qu'ils sympathisent après que Merton lui ait offert son aide. Il a une jeune sœur, Becky, qui a honte de son frère et essaie toujours de l'éviter dans les endroits publics, au contraire de Tommy.
Merton est autant le cerveau que le comique de service du groupe : il est intelligent (prétendant avoir un QI de 160) et semble avoir des troubles de l'attention qui le poussent facilement à la digression. Imprégné par la culture gothique, il possède un corbillard en guise de voiture personnelle et un sac à dos scolaire en forme de bière. Il a également un serpent albinos pour animal de compagnie ainsi que de nombreux livres et objets occultes dans son antre. Il a une grande connaissance en surnaturel qui lui permet d'aider Tommy : il est souvent le premier à se rendre compte que quelque chose d'anormal se produit, mais aussi celui qui trouve la solution à leur problème surnaturel (dont il est parfois lui-même responsable ou à l'origine) grâce à sa culture ou à son intellect. Même si ce n'est pas exploité par la suite, il acquiert au détour de certains épisodes des connaissances de base dans diverses formes de magie (notamment, une formation en magie vaudou). Il est toutefois immature, excentrique et facilement excité, et a peur de toute forme de danger, ce qui peut le pousser à la lâcheté, voire envisager brièvement une potentielle trahison lorsqu'il est menacé. Il trahit d'ailleurs tout du long de la série une morale plus ambigüe et individualiste que son ami, qui lui sert souvent de garde-fou avec Lori. Contrairement à Tommy, Merton rêve à l'idée de devenir un loup-garou (ce qui est le sujet d'un épisode de la troisième saison) et subit parfois au gré des épisodes des transformations surnaturelles qui pourraient lui convenir, cependant il démontre immanquablement qu'il n'a pas ce qu'il faut pour le gérer à long terme comme son ami, n'ayant ni la maturité ni une volonté assez forte pour cela.
Hormis raisons épisodiques et circonstancielles, il est le seul protagoniste à conserver la même allure tout au long de la série (teint blafard et cheveux noirs dressés en piques avec du gel, et tenue vestimentaire avec dominance de noir et/ou de rouge à tendance gothique).

#### Stacey Hanson
La fille la plus populaire de l'école, avec qui Tommy sort au cours de la première saison.
Elle n'est pas au courant que Tommy est un loup-garou (même si elle a déjà vu son alter ego), ce qui lui pose des problèmes dans ses tentatives de sortir avec elle.
À la fin de la première saison, elle quitte Pleasantville pour aller à l'université et ne réapparaîtra plus dans la série.

#### Lori Baxter
Passionnée de photographie, elle apparaît au début de la deuxième saison en intégrant l'école de Tommy et Merton parce qu'elle a été renvoyée de son école catholique, pour vandalisme après avoir aidé le duo dans l'une de leurs missions surnaturelles.
Ouverte d'esprit, elle découvre le secret de Tommy et s'en montre aussi enthousiaste que Merton. Elle est ceinture noire de plusieurs arts martiaux et aide souvent les garçons en tant que second couteau, quand elle n'est pas celle qui doit être sauvée. Elle n'est absente que dans un seul épisode de la saison 3 : Élections diaboliques.
Tommy, puis Merton auront une liaison avec elle au cours de la série.

### Secondaires

#### Rebecca «Becky» Maria Conchita Dingle
La jeune sœur de Merton qui prend un malin plaisir à le dénigrer et le traiter de « ringard », au contraire de Tommy pour qui elle a le béguin et qu'elle considère toujours, malgré la surprise que son amitié assumée avec son aîné lui a procurée au début.
Malgré le mépris constant qu'elle lui témoigne en temps normal, elle trahit des sentiments sororaux contraires envers Merton dans les moments durs (par exemple, lorsqu'il la console).
Bien qu'elle ne soit au courant de rien concernant les activités de son frère avec Tommy, elle s'y retrouve parfois impliquée, généralement sans s'en rendre compte.

#### Dean Dawkins
Le frère aîné oisif de Tommy dont les ambitions se résument à s'empiffrer devant la télévision, qui est toute sa vie.
Au début de la série, on apprend qu'il a fini ses études depuis deux ans sans chercher un seul travail, au grand désespoir de ses parents.
Il lui arrive parfois de prêter l'oreille à son cadet et lui offrir ses conseils lorsqu'il est en proie à des doutes ou questionnements personnels, cependant ses connaissances et son expérience se résument généralement aux émissions télévisées qu'il regarde. Il est tellement absorbé par son poste qu'à moins d'en être détaché de force, ou si les circonstances alentour ne l'empêchent pas d'en profiter correctement, il néglige systématiquement tout ce qu'il peut bien se passer autour de lui, même de surnaturel, secret ou potentiellement dangereux (comme lorsqu'il interprète le boucan et les dégâts que provoque la bagarre de son frère avec un être surnaturel dans la pièce voisine, et s'en formalise à peine). Il peut toutefois ironiquement être, à l'opposé, hyper-vigilant et attentif à son environnement sans avoir à quitter son écran des yeux, ce qui est source de situations comiques (comme lorsqu'il repère sans broncher la présence de Tommy, parfois transformé malgré lui, lors de ses allées et venues nocturnes furtives dans son dos, et le lui signale verbalement sans lui jeter un seul regard).

#### Bob Dawkins
Le père de Tommy et Dean, il est également le maire de Pleasantville.
Il n'apparaît que dans la première saison.

#### Sally Dawkins
La mère de Tommy et Dean, elle est journaliste régionale et couvre les actualités de Pleasantville, parfois en reportage en direct avec son cadreur.
Elle n'apparaît que dans la première saison, et semble avoir été remplacée dans les suivantes par une autre journaliste pour les reportages sur le terrain.

#### Tim et Travis Eckert
Alias les « TNT » (variante phonétique pour T. and T.), ils sont des brutes épaisses et sans cervelle qui ne cherchent qu'à faire les quatre cents coups ou persécuter à la moindre occasion des élèves faibles et impopulaires comme Merton.
Ils sont risibles dans leurs manières, et aussi grossiers que repoussants dans leurs approches avec les filles. À noter qu'ils sont atteints d'une grande bêtise alors qu'ils sont censés être plus âgés que leurs condisciples : au début de la série, on apprend qu'ils ont redoublé six fois la terminale.
Durant les deux premières saisons, ils deviennent à titre personnel des antagonistes secondaires et récurrents du loup-garou, dont ils ignorent l'identité réelle. Travis n'apparaît plus dans la dernière, ayant quitté la ville pour ouvrir un commerce.

#### Hugo Bostwick
Le gardien-surveillant-infirmier-médecin-secrétaire-général de l'école.
Il est d'un naturel psychorigide, surtout quand il surveille les élèves et guette leurs écarts.
Il n'apparaît que dans la première saison.

### Autres

#### Mr. Dunleavy
Le loup-garou qui a mordu Tommy et fait de lui l'un de ses semblables, il se révèle à lui à l'occasion du remplacement de l'un de ses professeurs et devient temporairement son mentor.
Il est atteint de calvitie même transformé en loup-garou, ce qui est le sujet d'une plaisanterie et d'une discussion avec Tommy, où il lui apprend que cela leur arrive à tous avec l'âge.
Après une divergence avec son protégé sur la manière de vivre sa lycanthropie puis sa défaite contre lui, il quitte Pleasantville et ne réapparaîtra plus dans la série.

#### Monsieur et Madame Dingle
Les parents de Merton et Becky.
N’apparaissant que brièvement dans l'épisode 4 de la première saison, ils sont dépeints comme des parents très accommodants vis-à-vis de leur fils.

#### Hillary Choate
Membre du conseil des élèves, cette rouquine était la seule candidate au poste de président des élèves avant que Merton ne s'immisce entre elle et son but.
Très conformiste, elle apparaît comme une névrosée passive-agressive, hystérique refoulée qui accorde une importance excessive et maladive à la reconnaissance et est prête à tout pour gagner dans ce qu'elle entreprend (et en récolter les mérites), quitte à affirmer dans son hystérie sa capacité à pactiser avec le diable si cela lui était possible pour parvenir à la victoire.
Merton et elles semblent se connaître et se détester cordialement de longue date. Il est en fait révélé qu'ils étaient mutuellement amoureux plus jeunes, au point que Merton a conservé précieusement une carte postale d'amour qu'elle lui avait écrite à l’époque (ce qui émeut la jeune fille et lui sauve probablement la vie). Cette attirance est physiquement ravivée — et leur tension sexuellement stimulée — quand elle est chargée de photographie pour le calendrier masculin des élèves, et croit flirter avec lui (en fait le Mertonator, un cyborg du futur qui a l'apparence — en dur à cuire et plus musclée — de Merton), puis être embrassée par lui. Son attirance sexuelle se confirme dans le calendrier, où le Mertonator a la majorité sur les autres en nombre de pages.

#### Le Syndicat des Loups-garous
Antagonistes de la seconde saison, ils sont comme leur nom l'indique une organisation composée de semblables de Tommy, que leur meneur souhaite recruter.
Cependant, le fonctionnement de ce groupe de loups-garous ne consiste pas à user de leurs capacités pour faire le bien, contrairement à lui, mais simplement satisfaire leurs désirs personnels.
Cette orientation change toutefois quand Tommy prend la tête du Syndicat en sauvant Lori. Parmi ses membres, seulement trois sont explicitement présentés, les autres demeurant des silhouettes encapuchonnées dans des robes noires.

##### Le meneur du Syndicat
Chef non nommé de l'organisation, il est un loup-garou ancien et imberbe, ambitieux et cruel, et est obstiné par l'idée de recruter l'« Alpha » Tommy Dawkins, ce quel qu'en soit le prix.
Embrassant pleinement sa nature animale de lycanthrope, il n'hésite pas à tuer l'un des leurs pour avoir failli à sa mission, et va jusqu'à faire enlever Tommy par ses sbires et le soumettre à un lavage de cerveau, pour tenter de le contraindre par conditionnement à transformer des humains en loups-garous afin de renforcer leur organisation.
Dans le final diégétique de la série (Le Baiser de la mort), son fils apprend à Tommy (et Merton, témoin en tant que fantôme) qu'il fait partie avec les autres membres du Syndicat des victimes de Cassandra Larson, une vampire Cobiescu (variante de l'espèce, transylvanienne et exclusivement lycanophage), sacrifiés à elle par Merton.

##### Gil
Surnommé « Frère Jacques » par Tommy et Merton, il est le fils du meneur mais ne tient qu'un rôle administratif au sein du Syndicat, et semble dépiter son père.
Aux antipodes de ce dernier, il est effectivement un loup-garou plutôt inoffensif, pas du tout porté sur la violence. Il a même l'air de se satisfaire du changement de direction imposé à l'organisation par Tommy quand il se retrouve à sa tête.
Il est très propre sur lui et coiffé avec la raie bien nette au milieu du crâne, ce qui fait tiquer Tommy. Incompétent en tant que loup-garou malfaisant, sa spécialité semble être la cuisine, surtout la préparation des muffins.
Dans le final diégétique de la série (Le Baiser de la mort), il se révèle comme le commanditaire de l'assassinat de Merton et apprend à Tommy (et le concerné, témoin en tant que fantôme) qu'il est l'unique membre survivant — et nouveau chef — du Syndicat des Loups-garous, son père et les autres ayant été sacrifiés à la vampire Cobiescu Cassandra Larson, amour maudit de Merton que Tommy et Lori croyaient morte achevée par leur ami (épisode Loup-garou burger) : un mensonge de ce dernier, qui l'avait en réalité épargnée et redirigée vers le Syndicat en connaissance de cause, ne pouvant se résoudre à la tuer ni à la laisser mourir de disette (ce qui se serait inévitablement produit sans son aide). À son arrivée chez eux (à la fin de l'épisode), c'est Gil lui-même, candide et naïf, qui lui avait ouvert la porte et, apprenant qu'elle avait été envoyée à eux par Merton, l'avait faite entrer en toute confiance sans se douter de ce qui allait se produire. Après un arrêt provisoire du Syndicat pour gérer le traumatisme et leur trahison (Gil pensant par défaut que Tommy, qui était leur chef et son ami, était au courant et complice de Merton) puis passer à autre chose, il a toutefois changé d'avis par honte et repris la suite de son père, afin d'ourdir une vengeance pour ses frères spirituels et honorer leur mémoire. Cependant, il échoue finalement lamentablement et se retrouve à la merci du duo, mais est épargné par Tommy et Merton qui, étant donné les circonstances, n'en gardent pas rancune.

##### Frère Ambrose
Premier membre du Syndicat rencontré par Tommy et ses amis, il est envoyé comme émissaire à Pleasantville pour convaincre Tommy Dawkins de devenir l'un des leurs.
Taciturne, avenant et raisonnable, il se résout toutefois à employer les méthodes nécessaires pour accomplir sa mission si la situation l'impose.
Face à son échec, il est exécuté à son retour par leur meneur, qui l'expulse par un mécanisme dans un trou en flammes sous son siège.

#### Lycanthéa
Sans compter les commandos anonymes accompagnant le roi et les gardes royaux de la salle du trône dissimulés par leur armure médiévale, seulement trois membres du royaume sont présentés :

##### Princesse Tristan
Fille héritière du roi de Lycanthéa, un royaume insulaire de loups-garous, elle se rend à Pleasantville accompagnée de Vlud afin de rencontrer son congénère Tommy Dawkins, et gagne un rendez-vous avec lui à une mise aux enchères caritative organisée auprès des filles de son école.
L'ayant observé depuis sa nation par surveillance satellite et étant tombée sous son charme, elle se révèle à lui et lui explique que la plupart des compagnons potentiels de Lycanthéa sont inintéressants.
Au bout d'une brève relation, ils finissent par se séparer en bons termes et restent en contact à distance.

##### Roi Augustus II le Monarque-soldat
Dirigeant d'âge avancé de Lycanthéa, il est le père de Tristan.
Il ne lésine sur aucun méthode pour satisfaire les désirs de sa fille. Selon ses dires, il serait issu d'une lignée de loups-garous génétiquement puissants.
Il sympathise avec Tommy à l'issue d'un duel où le jeune homme lui épargne une mort accidentelle et brutale, et l'apprécie au même titre que sa fille.

##### Vlud
Suivante de la princesse Tristan qu'elle accompagne jusqu'à Pleasantville, selon celle-ci elle serait la seule habitante non lycanthrope de Lycanthéa.
La raison de cette exception n'est pas expliquée, cependant le Roi dit à ce sujet qu'elle est « spéciale ».
D'abord révulsé par sa laideur à l'idée de leur double rendez-vous avec Tristan et Tommy, Merton en tombe ensuite follement amoureux lorsque, ironiquement, c'est Vlud qui le rejette par manque d'attirance physique et avoue avoir eu pitié de lui.

## Univers de la série

### Loup-garou

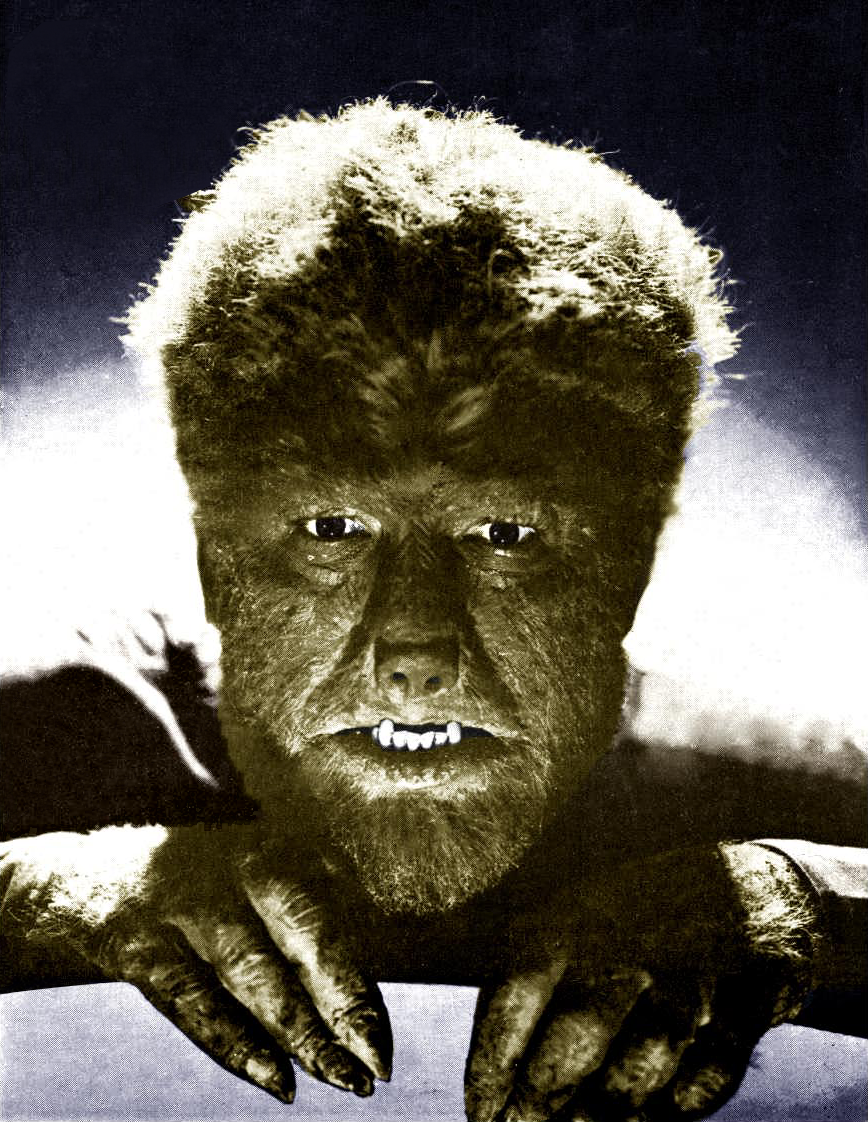
Rôle-titre du film Le Loup-garou (Universal Monsters) de 1941, dont le costume a influencé celui de la série.

Espèce surnaturelle dont fait partie Tommy Dawkins à partir du début de la série, elle est centrale et globalement fidèle à la plupart des représentations communes du lycanthrope dans les mythes et la culture populaire (véhiculées notamment au travers des grands classiques de la littérature et du cinéma).
Les loups-garous de la série ont les mêmes capacités surhumaines (régénération spontanée, force, vitesse, endurance, agilité, acuité…), mais partagent également la faiblesse à l'argent, qui les brûle au contact (à l'instar de l'ail pour la plupart des vampires, selon la superstition classique) et peut, selon la quantité et la méthode d'utilisation, les tuer, les blesser ou seulement les affaiblir. Bien qu'ils se transforment immanquablement à chaque pleine lune, ils ont tout de même la particularité notable d'être généralement capables de se transformer à volonté et à peu près n'importe quand le reste du temps, dès lors qu'ils ont appris à maîtriser leurs pouvoirs et ne sont pas la proie d'un stress intense (par exemple, la soumission à une forte douleur ou une stimulation de nature sexuelle), ce qui pose justement des problèmes occasionnels à Tommy dans sa vie quotidienne et sa relation avec les filles. Ils conservent généralement une allure anthropomorphique quand ils se transforment, à l'exception du tout premier vu dans la série (le loup-garou responsable de la morsure de Tommy au début du premier épisode, qui avait l'apparence d'un loup classique à ce moment-là, avant de recevoir une allure semblable aux autres à sa révélation plus tard dans la saison).
Bien que Tommy soit un représentant isolé d'une petite ville et que ses congénères semblent de prime abord vivre en solitaire ou en petit groupe, il apprend progressivement au cours de la série qu'ils sont loin d'être aussi rares et isolés : d'abord de la bouche de Mr. Dunleavy dans la première saison, il est révélé dans la seconde l'existence secrète d'une organisation exclusivement composée de leurs semblables, puis dans la troisième d'une nation entière de loups-garous vivant reclus sur une île, à l'écart de la civilisation humaine.
Cependant, ceux vivant parmi les humains auraient tendance à embrasser complètement leur nature et adopter un mode de vie bon gré mal gré malfaisant, voire mortel pour ces derniers (ce qui est confirmé quand Lori puis Merton, eux-mêmes des humains pourtant bienfaisants comme Tommy, deviennent malfaisants en en faisant temporairement l'expérience) : d'après ce qu'en savent les protagonistes, seul Tommy Dawkins est assez vertueux pour agir pour le bien commun et a assez de volonté pour conserver (et maintenir sans difficulté notable) une ligne de conduite impliquant de ne pas être une menace pour les humains, la spécificité des loups-garous de Lycanthéa étant qu'ils ont vécu isolés des civilisations humaines depuis des générations et ont donc, en l'absence de contacts permanents ou réguliers avec elles, évolué vers un fonctionnement qui n'en font pas des proies naturelles potentielles.
Même sous leur forme animale, les loups-garous perdraient progressivement leur pilosité avec l'âge, ce qui est confirmé par Mr. Dunleavy (d'âge mûr et atteint de calvitie) et le meneur du Syndicat des Loups-garous (ancien et imberbe), mais n'est toutefois visiblement pas le cas du vieux Roi Augustus, qui revendique un haut patrimoine génétique de par sa lignée.
Il est révélé par le Syndicat l'existence d'une catégorisation au sein de leur espèce : ainsi, Tommy apprend d'eux qu'il serait un « Alpha », ce qui ferait de lui un loup-garou puissant et capable de se reproduire (et expliquant ainsi sa volonté singulière qui lui permet de maintenir un mode de vie et une ligne de conduite « vertueux » selon des critères humains), d'où le désir radical de leur meneur de l'enrôler à tout prix pour redonner de la puissance à leur organisation, apparemment sur le déclin.
En tant que prédateurs naturels, les loups-garous n'ont eux-mêmes généralement pas de prédateurs naturels à craindre sur le plan alimentaire. À une exception avérée : les vampires Cobiescu, une variante transylvanienne de l'espèce révélée dans la troisième saison, et exclusivement lycanophage (leur sang étant leur unique moyen de subsistance). Sur les trois représentants de la branche qui ont été dépeints dans la série (dont Merton, temporairement transformé par l'un des deux autres), un seul d'entre eux pourtant affaibli par la faim, a suffi pour massacrer presque entièrement le Syndicat des Loups-garous, n'ayant laissé qu'un survivant déjà faible de base (Gil).

### Lieux dans l'univers de la série

#### Pleasantville
Petite ville du Missouri où ont grandi et vivent les protagonistes, c'est le lieu d'intrigues de la série.
Dans une réalité uchronique où l'URSS aurait gagnée la guerre froide contre les États-Unis devenus une république soviétique, Pleasantville a été rebaptisée Pleasantgrad.

##### L'antre de Merton
La cave de la maison des Dingle investie par le fils aîné de la famille et aménagée en espace de vie personnel au style gothique, il y entrepose toutes ses possessions (notamment occultes) et sert de repaire commun à l'équipe pour leurs activités liées au surnaturel.
Elle est également dédiée à abriter Tommy en cas de danger ou de besoin, durant les périodes de pleine lune ou quand sa transformation n'est pas contrôlable.

##### Lycée publique de Pleasantville
École fréquentée par les protagonistes et la plupart des personnages secondaires ou antagonistes du même âge.
Durant les pauses, intercours et autres temps libre passés ensemble à l'école, Tommy et Merton (parfois rejoints par Lori) traînent généralement à proximité de leurs casiers, voisins, ou à la cantine scolaire.

##### The Factory
Boîte de nuit populaire régulièrement fréquentée par les protagonistes et autres jeunes de Pleasantville, elle est équipée en plus du bar, d'une piste de danse, d'un bowling et d'une borne d'arcade.

##### Lycée catholique de Pleasantville
L'ancien lycée de Lori concurrent de celui de Tommy et Merton au football, à cause d'une vieille malédiction il n'aurait jamais perdu un seul match contre le lycée publique depuis plus de soixante ans, jusqu'à ce que Tommy réussisse à briser cette malédiction en menant son équipe à la victoire. Le port d'un uniforme réglementaire pour les élèves y est obligatoire.
C'est parce que Lori a aidé le duo à s'y introduire de nuit et provoqué des dégâts en luttant contre une entité surnaturelle qu'elle en a été renvoyée, les rejoignant donc en intégrant le lycée publique.

#### Muhlenberg
Comté situé dans l'État voisin du Kentucky, il est occasionnellement mentionné ou aperçu, certains des personnages secondaires ou antagonistes d'un épisode finissant par s'y rendre dans la conclusion narrée par Tommy.

#### Heidelberg
Ville du sud-ouest de l'Allemagne, dont est originaire le Professeur Flugelhoff et où est installé son laboratoire.

##### Université de Heidelberg
L'institut où le Professeur Flugelhoff travaille et effectue ses recherches, aidé de son assistante.
Merton envisage d'y poursuivre ses études.

#### Lycanthéa
Introduite dans la troisième saison, c'est une nation monarchique médiévaliste (mais technologiquement à niveau avec les humains) située sur une île retirée du monde et (à l'exception de Vlud) exclusivement composée de loups-garous. Son dirigeant actuel est le Roi Augustus II le Monarque-soldat, père de la princesse Tristan.
D'après la réaction de ce dernier envers Merton dans la salle du trône, sur leur île la simple présence ou le contact d'un Humain ou individu autre que loup-garou n'est pas tolérée, la question de l'exception que représente Vlud restant un mystère.
Selon la légende, ce royaume aurait été fondé à l'époque de l'Inquisition espagnole, qui aurait contraint les lycanthropes à immigrer jusqu'à cette île en les chassant vers la mer.

#### M11
Monde d'origine d'une espèce extraterrestre reptilienne dont le groupe a affronté certains représentants déguisés en humains au cours d'un épisode.
D'après ces derniers, leur monde serait en pénurie de femelles, menaçant de fait la survie de leur espèce : leur plan consistant à enlever des femelles terriennes pour pallier le problème indique que les deux espèces seraient compatibles pour la reproduction (ce qui est corroboré par un autre épisode impliquant une femelle d'une autre espèce extraterrestre).

## Épisodes

### Première saison (1999)
1. Rentrée mouvementée (Pilot)
2. Bibliomobile (The Bookmobile)
3. Butch part en virée (Butch Comes to Shove)
4. Cat woman (Cat Woman)
5. L'École des sorcières (Witch College)
6. L'Étrangleur (The Pleasantville Strangler)
7. L'Envers du décor (Stage Fright)
8. Le Monstre du marais (That Swamp Thing You Do)
9. Muffy contre les loups-garous (Muffy the Werewolf Slayer)
10. Les Sept Plaies de Pleasantville (Stalk Like An Egyptian)
11. Le Professeur Flugelhoff (Flugelhoff!)
12. Merton est invisible (Invisible Merton)
13. Le loup est en ville (The Wolf Is Out There)
14. Entretien avec un loup garou (Interview With a Werewolf)
15. Les Vampires (Fangs for the Memories)
16. Drôle de tocante (Time And Again)
17. Le Grand Méchant Loup (Big Bad Wolf)
18. Terri la terreur (Scary Terri)
19. Le Chef de la meute (Hair Today, Gone Tomorrow)
20. L'Exor-sœur (The Exor-Sis)
21. Qui a peur de la grande faucheuse ? (Don't Fear the Reaper)
22. Le Duel (Game Over)

### Deuxième saison (2000)
1. La Chasse aux fantômes (Hello Nasty)
2. La Chasse au cerveau (Frank Stein)
3. Voyage dans le temps (Commie Dawkins)
4. Le Syndicat des loups-garous (The Girl Who Spied Wolf)
5. Docteur apocalypse (Apocalypse Soon)
6. Le Marchand de sable (The Sandman Cometh)
7. La Porte des enfers (The Geek Shall Inherit the Earth)
8. L'Ami imaginaire (Imaginary Fiend)
9. Le Gardien des enfers (Damnations)
10. Vol de génie (Mind Over Merton)
11. Le vampire joue la comédie (Blame it on the Haim)
12. Dangereuse solitude (Pleased to Eat You)
13. Le syndicat recrute [1/2] (The Manchurian Werewolf [1/2])
14. Le nouveau chef de meute [2/2] (The Manchurian Werewolf [2/2])
15. Le Robot (Mr Roboto)
16. Rob le zombie (Rob: Zombie)
17. Phobies (Fear and Loathing in Pleasantville)
18. Régression primitive (Faltered States)
19. Le Retour de Butch (Butch Is Back)
20. L'Apprenti sorcier (Voodoo Child)
21. Médusa (She Will, She Will Rock You)
22. Entre les deux, la mort balance (The Kiss of Death)

### Troisième saison (2001-2002)
1. Sauvez Merton (Stone Free)
2. Loup-garou burger (Everybody Fang Chung Tonight)
3. Le Troisième Vœu (I Dream of Becky)
4. Les Défenseurs de la décence (Stormy Weather)
5. Dans la peau de Tommy Dawkins (Being Tommy Dawkins)
6. Élection diabolique (Hellection)
7. Ma sorcière bien-aimée (Save the Last Trance)
8. L'Anti Noël (Anti-Claus Is Coming to Town)
9. Pop star (N'Sipid)
10. Jeu de rôle (Very Pale Rider)
11. Le Baiser qui tue (Play it Again, Samurai)
12. Changement de peau (Dances Without Wolves)
13. Merton junior (Baby on Board)
14. L'Exterminateur (The Boy Who Tried Wolf)
15. Mertonator (The Mertonator)
16. Le Roi de Lycanthéa (What's Vlud Got to Do With It?)
17. Le Fantôme du factory (There's Something About Lori)
18. Voleuse de substance (Switch Me Baby One More Time)
19. Faux semblant (What's the Story, Mourning Corey)
20. Le Baiser de la mort (Thanks)
21. La Somme de toutes les peurs (The Sum of All Fears)

N.B. : L'épisode Le Baiser de la mort est l'épisode final diégétique de la série ; La Somme de toutes les peurs est en fait un pseudo-épisode spécial, rétrospectif (incluant même des bêtisiers) et extradiégétique puisque brisant le quatrième mur, les acteurs principaux se présentant sous leurs vrais noms et s'adressant directement aux spectateurs en qualité de présentateurs filmés sur les plateaux de tournage de la série, investis par les équipes techniques en plein chantier et le matériel.

### Popularité
À l'époque de la diffusion originale de la série, des votes de popularité pour les amateurs de la série ont été organisés sur le site Internet afin d'établir des classements préférentiels thématiques : ceux-ci constituent le sujet du pseudo-épisode La Somme de toutes les peurs, qui conclut la série et que les acteurs principaux (Brandon Quinn, Danny Smith et Aimée Castle) animent sur divers plateaux de tournage, brisant le quatrième mur et s'adressant directement aux spectateurs pour en présenter les résultats sur base des cinq meilleurs par classement (avec une rétrospection d'images pour chaque épisode concerné) :
| Classement (sur cinq places) |                                                                                   |                                                                                       |                                                                                    |                                                                         |
| Classement (sur cinq places) | Scènes de bagarre préférées (titres d'épisode en versions française et originale) | Antagonistes masculins préférés (identité et titre[s] d'épisode en version française) | Antagonistes féminins préférées (identité et titre d'épisode en version française) | Épisodes préférés (titres d'épisode en versions française et originale) |
| ---------------------------- | --------------------------------------------------------------------------------- | ------------------------------------------------------------------------------------- | ---------------------------------------------------------------------------------- | ----------------------------------------------------------------------- |
| Première position            | L'Ami imaginaire (Imaginary Fiend)                                                | Vince (L'Ami imaginaire)                                                              | Muffy (Muffy contre les loups-garous)                                              | L'Ami imaginaire (Imaginary Fiend)                                      |
| Deuxième position            | Le nouveau chef de meute (The Manchurian Werewolf [2/2])                          | Butch (Jenkins) (Butch part en virée et Le Retour de Butch)                           | Médusa (Melissa Gorgonopolis) (Médusa)                                             | Médusa (She Will, She Will Rock You)                                    |
| Troisième position           | Loup-garou burger (Everybody Fang Chung Tonight)                                  | La Mort (Qui a peur de la grande faucheuse ? et Entre les deux, la mort balance)      | Carole (Lefevre) (Cat woman)                                                       | Drôle de tocante (Time And Again)                                       |
| Quatrième position           | Le Professeur Flugelhoff (Flugelhoff!)                                            | Corey Haim (Le vampire joue la comédie)                                               | Cassandra (Loup-garou burger)                                                      | Loup-garou burger (Everybody Fang Chung Tonight)                        |
| Cinquième position           | Le Grand Méchant Loup (Big Bad Wolf)                                              | L'infirmier St. Jacques (L'Apprenti sorcier)                                          | Terri (Bagwell) (Terri la terreur)                                                 | Le syndicat recrute [1/2] (The Manchurian Werewolf [1/2])               |

## Musique

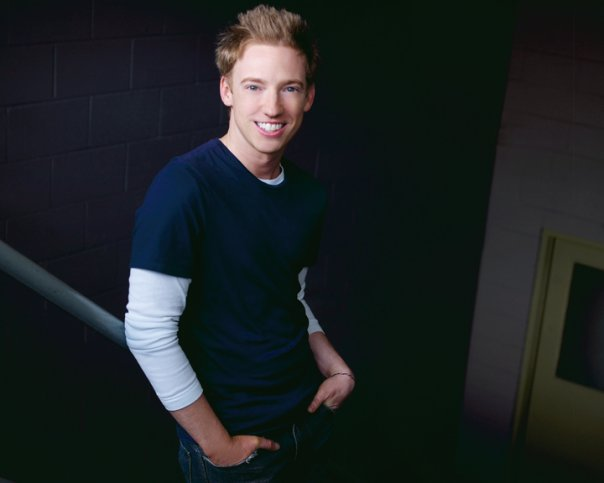
Danny Smith (Merton Dingle) a composé et interprété pour la série.

En plus de son rôle de Merton Dingle, l'acteur Danny Smith qui est également chanteur et musicien, est le compositeur de la série.
Il a écrit et interprète lui-même l'indicatif musical du générique, Just a Phase (ce qu'il ne manque pas de rappeler durant sa diffusion dans le final extradiégétique de la série, La Somme de toutes les peurs), qui est arrangé par Robert Marcel Lepage et connaît deux versions (celle de la première saison, et celle des deux saisons suivantes).

## Commentaires
Tandis que le titre francophone de la série fait explicitement mention du lycanthrope des mythes, le titre anglophone quant à lui (Big Wolf on Campus) fait plutôt ironiquement allusion à la figure de conte du Grand méchant loup.
La plupart des entités et créatures surnaturelles apparaissant dans la série sont issues des mythes et folklores européens. Certaines d'entre elles font partie des figures classiques du cinéma de genre.
La série prend un ton décalé, parfois héroï-comique ou burlesque, par exemple souligné par le défaut de prononciation de Tommy quand il est transformé, à cause de sa dentition de lycanthrope.
Elle parodie et référence (notamment par le biais de la culture du personnage de Merton) nombres de figures (Igor et savant fou, la Créature du marais, Jack l'Éventreur…) et œuvres populaires cultes (Ma sorcière bien-aimée, Buffy contre les Vampires, Sabrina, l'apprentie sorcière…), ainsi que de grands classiques du fantastique et de l'épouvante (Frankenstein ou le Prométhée moderne, L'Exorciste, Dracula, La Momie…) : une blague récurrente de la série à ce sujet consiste en un quiproquo dans lequel Merton prend comme inspiration encyclopédique en rapport avec leur problème surnaturel du moment, le scénario d'un film ou l'histoire d'une adaptation cinématographique reconnue du genre puis, à tous les coups, digresse inconsciemment sur les aspects techniques, anecdotes de réalisation ou son opinion de cinéphile, tandis que Tommy insiste pour qu'il conclut son synopsis et en vienne au fait.
Jouant allègrement avec les codes de genre, les adversaires sont parfois très originaux (comme le combattant personnifié d'un jeu d'arcade, ou encore l'ami imaginaire de Merton), et l'affrontement contre les forces du mal peut parfois s'affranchir des conventions, se résoudre de manière anticlimatique, voire s'éloigner de tout combat (comme lorsque Tommy en vient à affronter la Mort en jouant à des jeux de société ou vaincre un diable sur un vice de procédure).
Autre cliché exploité par la série, celui-ci narratif et fréquent dans les fictions de super-héros américains : alors que la préservation de son identité secrète était un enjeu majeur de départ durant les premières saisons et est censée le demeurer (pour des raisons évidentes et établies dans l'histoire), Tommy Dawkins finit progressivement (particulièrement à dater de la troisième saison), par ne plus faire spécialement attention à la discrétion quand il agit en loup-garou ou se transforme (n'ayant parfois aucun problème à le faire ouvertement dans un lieu public et explicitement fréquenté, au nez et à la barbe des humains éventuellement présents), voire révéler systématiquement (parfois, gratuitement) son secret à des personnes tierces liées à l'intrigue de l'épisode, même humaines (plus fréquemment dans le cas des filles, et encore plus spécifiquement celles avec qui il a une liaison quelconque, même brève ou temporaire), sans que cela ne trahisse au grand jour son identité, n'ait de conséquences significatives ni d'incidences futures dans l'histoire de la série. L'un des exemples les plus populaires et régulièrement associé à ce cliché narratif est le cas du super-héros Batman (malgré le fait qu'il est techniquement un humain sans pouvoirs surnaturels, a contrario de Tommy), qui a tendance au gré de ses histoires, alors qu'il agit masqué et même en dépit de tout bon sens, à révéler facilement sa double identité (plus particulièrement à ses conquêtes amoureuses, qui sont généralement éphémères) sans que cela ne nuise spécialement à son combat contre le crime, qui nécessite pourtant impérativement de conserver ce secret, notamment en évitant autant que possible tout lien logique et possible entre le justicier et sa véritable identité, Bruce Wayne.
Le budget restreint de la série se manifeste par des astuces d'économie qui amènent à des fautes récurrentes de raccord (par exemple, la réutilisation de séquences durant les transformations de Tommy qui, d'un plan à l'autre, change de tenue vestimentaire ou conserve aléatoirement ses yeux humains). Le costume de loup-garou subit lui-même des changements au cours de la série (modification de la pilosité et abandon progressif des lentilles pour les yeux « lupins » dans le maquillage).
Malgré un certain succès populaire, la série n'a jamais été éditée en DVD.